# J. Mark Wilcox

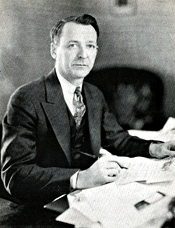
J. Mark Wilcox

James Mark Wilcox (* 21. Mai 1890 in Willacoochee, Atkinson County, Georgia; † 3. Februar 1956 bei White Springs, Florida) war ein US-amerikanischer Politiker. Zwischen 1933 und 1939 vertrat er den Bundesstaat Florida im US-Repräsentantenhaus.

## Werdegang
Mark Wilcox besuchte die öffentlichen Schulen seiner Heimat und das Emory College in Atlanta. Nach einem anschließenden Jurastudium an der Mercer University in Macon und seiner im Jahr 1910 erfolgten Zulassung als Rechtsanwalt begann er in Hazlehurst in seinem neuen Beruf zu arbeiten. Zwischen 1911 und 1918 war er Staatsanwalt im Jeff Davis County. Im Jahr 1919 verlegte er seinen Wohnsitz und seine Kanzlei nach Brunswick. 1925 erfolgte ein weiterer Umzug, der ihn nach West Palm Beach in Florida führte. Von 1928 bis 1933 war er juristischer Vertreter seiner neuen Heimatstadt. Im Jahr 1931 war er Mitglied des  Steuerausschusses der von Präsident Herbert Hoover einberufenen Conference on Home Ownership.
Wilcox war Mitglied der Demokratischen Partei. Bei den Kongresswahlen des Jahres 1932 wurde er im vierten Wahlbezirk von Florida in das US-Repräsentantenhaus in Washington, D.C. gewählt, wo er am 4. März 1933 die Nachfolge von Ruth Bryan Owen antrat. Nach zwei Wiederwahlen konnte er bis zum 3. Januar 1939 drei Legislaturperioden im Kongress absolvieren. Während dieser Zeit wurden dort die meisten der New-Deal-Gesetze der Bundesregierung unter Präsident Franklin D. Roosevelt verabschiedet.
1938 verzichtete Wilcox auf eine weitere Kandidatur für das US-Repräsentantenhaus. Stattdessen bewarb er sich innerhalb seiner Partei erfolglos um die Nominierung für die Wahl zum US-Senat. Nach seinem Ausscheiden aus dem Kongress arbeitete Mark Wilcox als Anwalt in Miami. Von 1945 bis zu seinem Tod am 3. Februar 1956 war er der leitende Staatsanwalt, der die Hafenbehörden im Dade County betreute.